# Brassylzuur
Brassylzuur is een dicarbonzuur met als brutoformule C13H24O4. De stof komt van nature voor in dieren en planten. In de chemische industrie wordt de stof toegepast in de productie van bijvoorbeeld polymeren, smeermiddelen en geurstoffen.